# Araneus unistriatus
Araneus unistriatus är en spindelart som först beskrevs av Henry Christopher McCook 1894.  Araneus unistriatus ingår i släktet Araneus och familjen hjulspindlar. Inga underarter finns listade i Catalogue of Life.